# Lürssen
Fr. Lürssen Werft GmbH & Co. KG là một công ty đóng tàu của Đức, có trụ sở ở Bremen, phường Vegesack. Tập đoàn này cũng bao gồm công ty Lürssen Logistics và chi nhánh tại Schacht-Audorf gần Rendsburg, Neue Jadewerft ở Wilhelmshaven, Blohm + Voss và Norderwerft tại Hamburg và xưởng đóng tàu Peenewerft tại Wolgast. Công ty đóng tàu này được biết đến qua việc đóng tàu quân sự cao tốc. và du thuyền dân sự lớn.

## Lịch sử

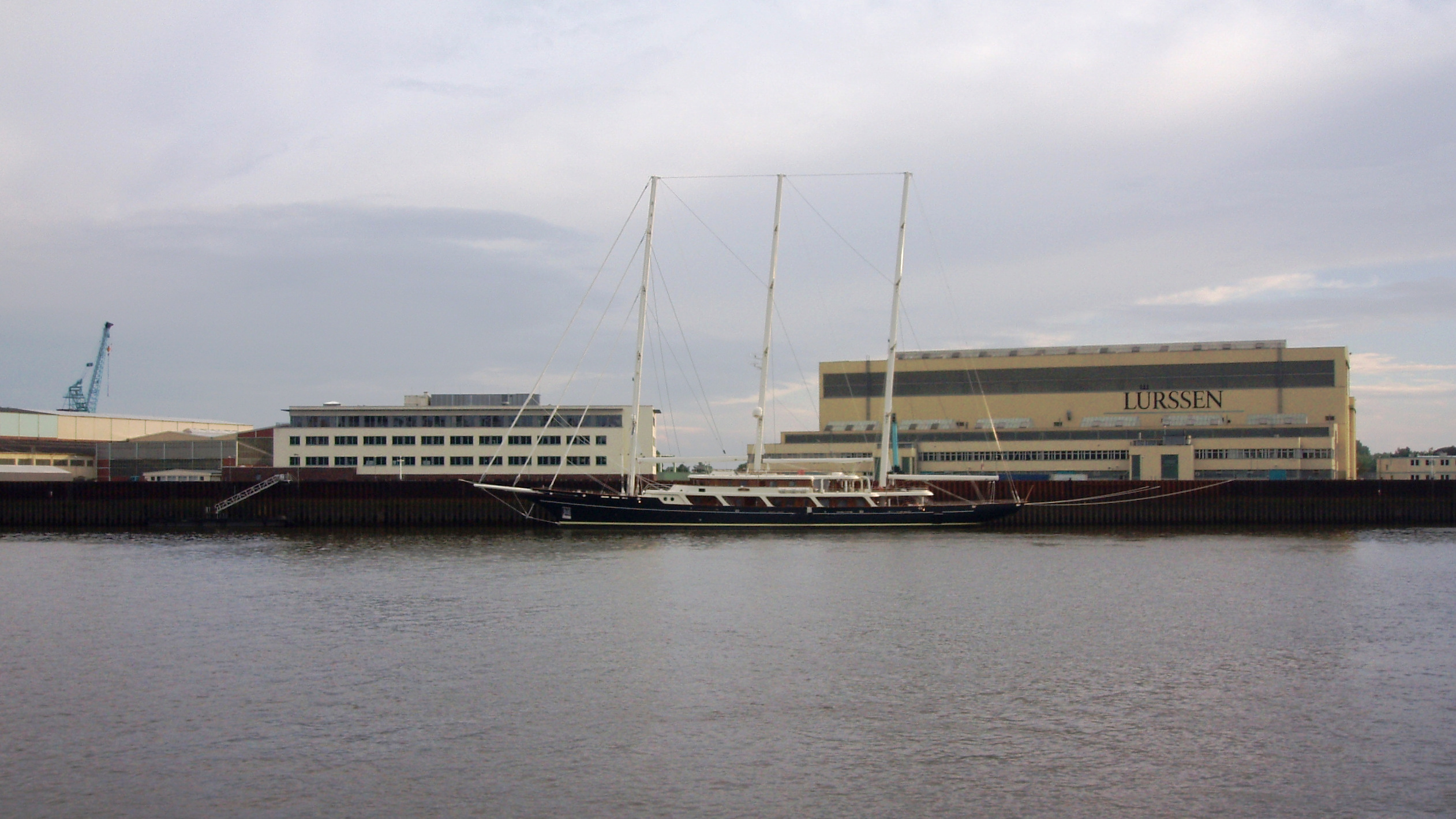
Xưởng ở Lemwerder

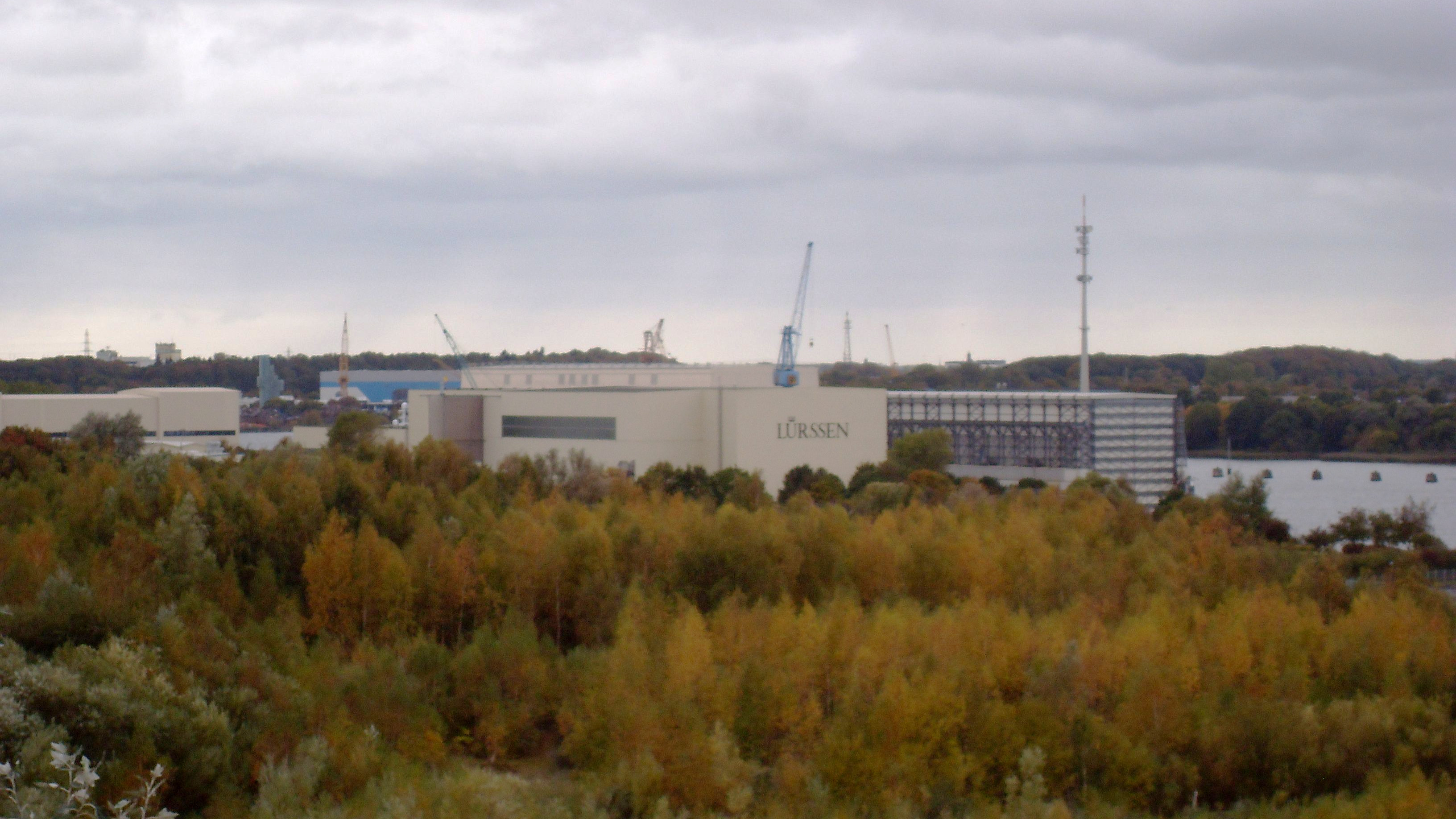
Xưởng ở Schacht-Audorf (Rendsburg)

### Lúc thành lập
Tên của công ty đóng tàu, Friedrich Lürssen, là tên của người thành lập xưởng đóng tàu, lúc đó 24 tuổi, vào năm 28 tháng 6 năm 1875 tại Aumund ở Bremen. Chủ yếu trong những năm đầu tiên là đóng thuyền cho các dịch vụ đánh cá và phà. Chiếc đầu tiên là một thuyền chèo dài 5m. Bắt đầu từ những năm 1880 trở về sau Lürssen cũng đóng cả các thuyền thể thao. 1886 ông ta đóng chiếc thuyền máy đầu tiên trên thế giới (theo lời kể của Lürssen). Từ khoảng 1890 thuyền máy đã được sản xuất với sự hợp tác của Daimler-Motoren-Gesellschaft (hãng động cơ Daimler) và Lürssen nhanh chóng trở thành xưởng thuyền động cơ hàng đầu của Đức. Chẳng bao lâu hãng cũng nhận được đơn đặt hàng từ nước ngoài.
Với sự tham dự của Otto Lürssen - con trai của người sáng lập - vào hãng năm 1906, công ty từ đó tập trung vào việc đóng các thuyền máy. Cho đến chiến tranh thế giới thứ nhất thuyền của Lürssen rất thành công trong các cuộc đua quốc tế. 1911 thuyền Lürssen-Daimler đạt tại "Giải vô địch biển" tại Monaco một tốc độ ngoạn mục là 27 kn (50 km/h).

### Sau thế chiến thứ hai
Sau thế chiến thứ hai đóng tàu ở Đức ban đầu bị cấm hoàn toàn. Trong xưởng tạm thời chỉ sản xuất những vật dụng trong nhà như bồn tắm bằng gỗ và chậu. Chẳng bao lâu sau đó, đơn đặt hàng sửa chữa đầu tiên đến và từ năm 1946 tàu đánh cá được đóng. Sau khi chủ nhân công ty trở về từ trại giam tù nhân chiến tranh vào năm 1947, công ty bắt đầu tham dự vào ngành đóng tàu thương mại, chiếc đầu tiên được giao hàng là vào năm 1949. Cho đến năm 1985 tổng cộng 80 tàu vận tải nhỏ, thậm chí tàu chở dầu, được xây dựng tại xưởng đóng tàu. Ngoài ra họ lại đóng các thuyền cứu hộ trở lại.
Từ năm 1954 các tàu cao tốc cũng lại được đóng, ban đầu cho cơ quan biên phòng biển và để xuất khẩu (sang Thuỵ Điển). Với sự hình thành của Hải quân Đức trong năm 1957, việcđóng tàu hải quân một lần nữa lại là trọng điểm của xưởng, bắt đầu với loại Jaguar 55. Những chiếc thuyền cao tốc không chỉ đóng cho hải quân Đức; ngoài Thụy Điển còn cho các khách hàng từ Indonesia và Singapore, ở các nước Ả Rập, Nam Mỹ (Ecuador), Tây Ban Nha và Thổ Nhĩ Kỳ.
Bên cạnh tàu cao tốc, Lürssen cũng sản xuất tàu tìm kiếm mìn và tàu săn đuổi, thuyền cho cảnh sát và hải quan, tàu tuần tra, tàu hộ tống và một số các tàu thử nghiệm khác nhau, ngoài ra phối hợp với các nhà máy đóng tàu khác hãng cũng đóng các tàu khu trục, tiếp liệu và hỗ trợ chiến đấu.

### Hiện thời

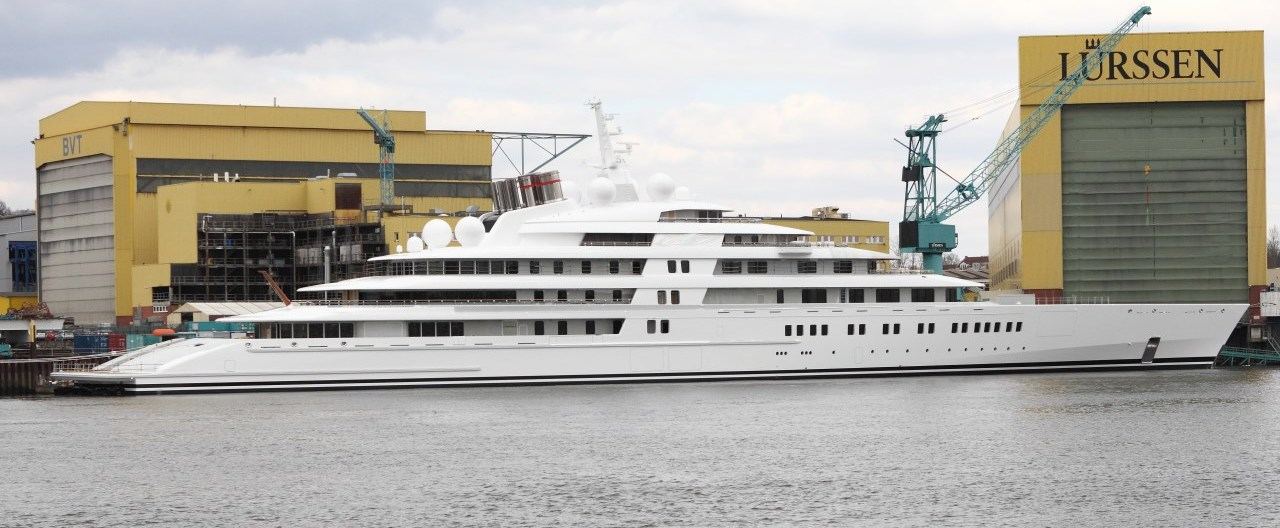
Azzam ngày 5. tháng 4 năm 2013 trước xưởng

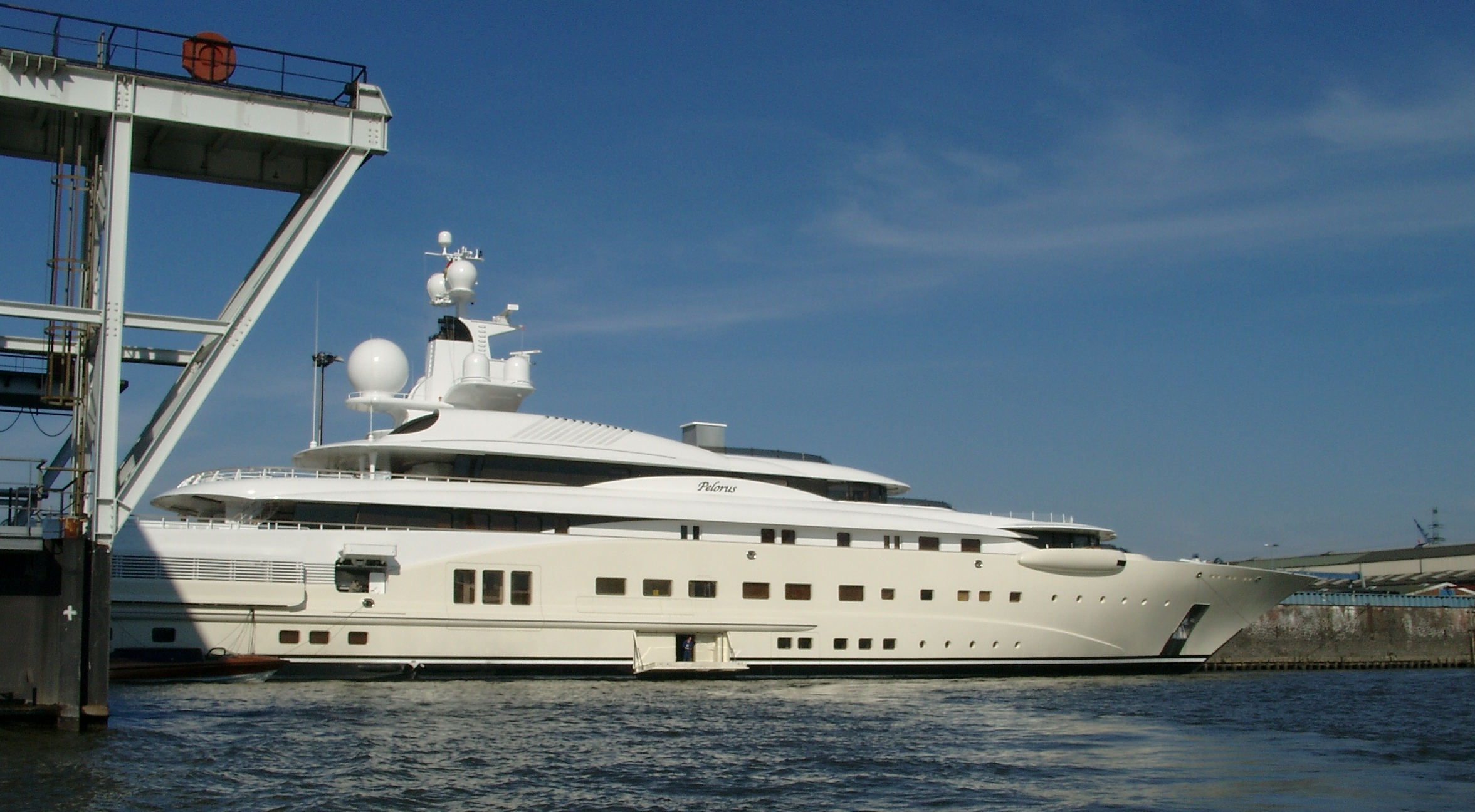
Pelorus tại Blohm+Voss ở Hamburg

Ngày nay công ty được điều hành bởi thế hệ thứ tư, hiện tại bởi anh em họ Peter và Friedrich Lürssen. Công ty có trong thập niên 1980 hơn 1400 nhân viên. Sau khi giảm nhân viên nhiều đến khoảng một nửa, năm 2007 số nhân viên lại tăng lên 1.200, hiện nay một lần nữa lại lên đến 1.400 người, trong đó một phần đáng kể là các kỹ sư.
Đóng tàu quân sự vẫn là một trụ cột quan trọng của tập đoàn. Trong việc đóng tàu hải quân công ty cộng tác với hãng đóng tàu Hamburg Blohm + Voss. Ngoài ra, Lürssen ngày nay đứng đầu thế giới trong việc xây dựng cái gọi là Du thuyền "khủng".

#### Siêu du thuyền

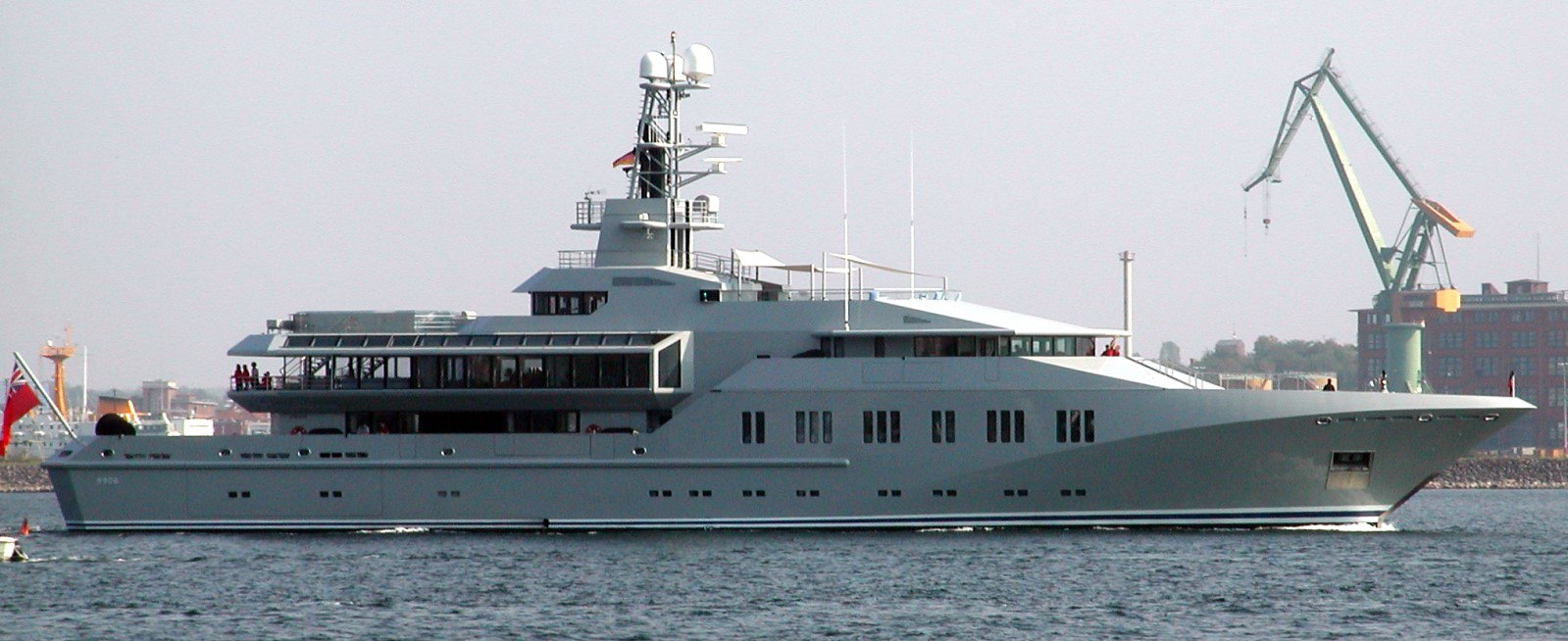
Skat tại cảng Kiel

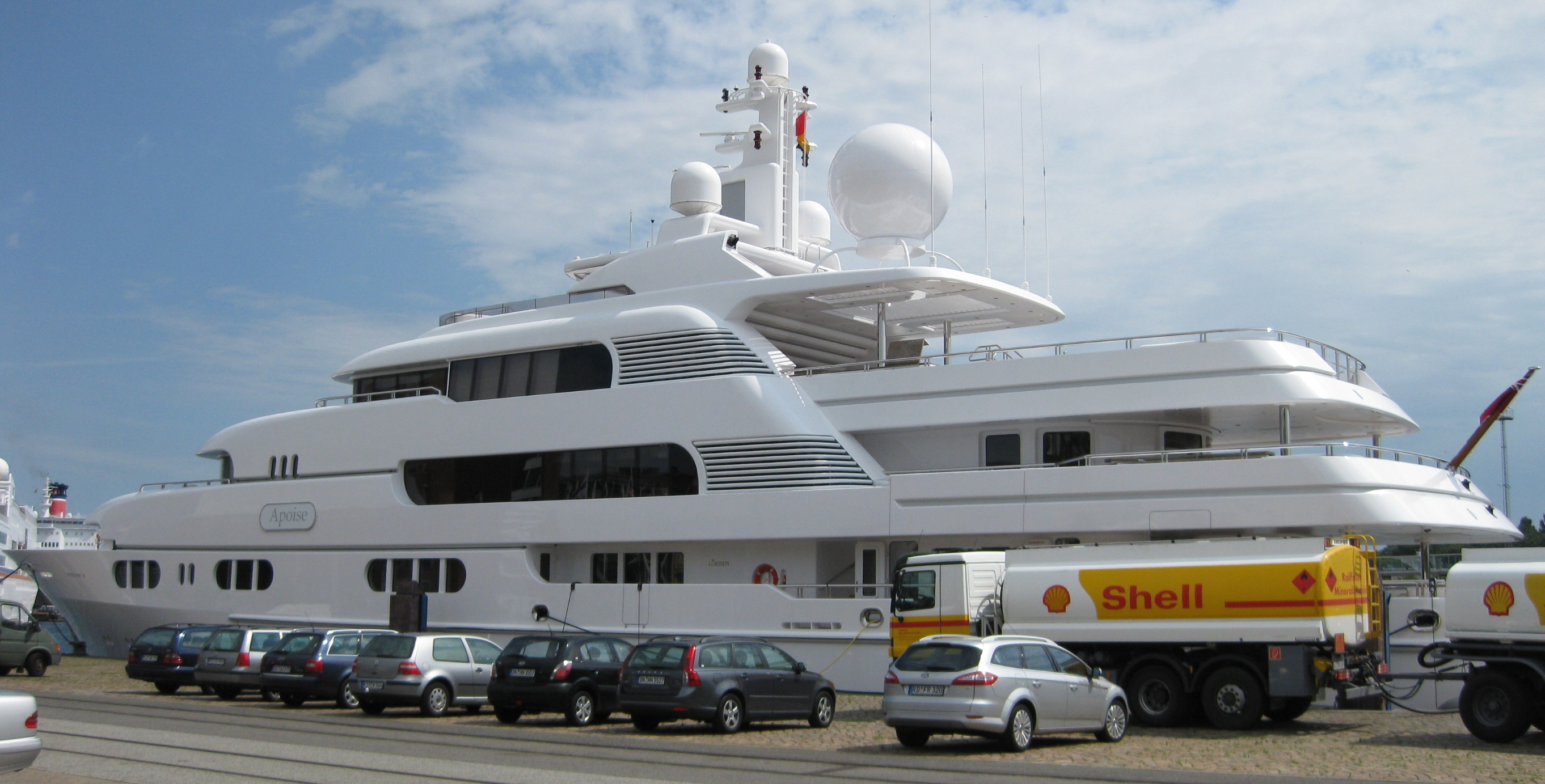
Apoise ở Kiel

Trong số các khách hàng của công ty đóng tàu trong hạng "siêu" du thuyền có giám đốc điều hành Oracle Larry Ellison, đã đặt tại Lürssen chiếc Rising Sun.
Bởi vì theo ý khách hàng loại này là rất quan trọng, không có hình ảnh của những chiếc du thuyền sẽ được công bố khi nó không phải là yêu cầu của khách hàng. Ngoài ra, không có chi tiết về khách hàng hoặc các thông số kỹ thuật của chiếc du thuyền được công bố.
Du thuyền:
- Limitless (1997)
- Skat (2002), được cung cấp bởi hai động cơ diesel MTU 16V 4000 M70, mỗi chiếc 2.720 mã lực, chạy dưới lá cờ của quần đảo Cayman, Tốc độ tối đa là 17 kn.
- Carinthia VII (2002) cho Heidi Horten
- Pelorus (2003). Chủ là David Geffen
- Octopus (2003) cho Paul Allen
- Apoise (2006)
- Al Said (2008)
- Pacific (2010)
- Azzam, 2013 cho Hoàng tử Al-Waleed bin Talal, dài 180 mét, chiếc du thuyền tư nhân dài nhất thế giới.